# 克魯切涅齊
50°28′0″N 28°30′10″E / 50.46667°N 28.50278°E
克魯切涅齊（烏克蘭語：Крученець）是烏克蘭北部的村莊，隸屬日托米爾州的日托米爾區。該村始建於1634年，面積1.28平方公里，海拔高度232米，2001年人口251，人口密度每平方公里196.09人。